# Dearborn River High Bridge
Die Dearborn River High Bridge ist eine 1897 erbaute Pratt-Fachwerkbrücke. Das in das National Register of Historic Places aufgenommene Bauwerk war Anfang 2012 eine der wenigen noch bestehenden Brücken dieser Bauart in den Vereinigten Staaten. Sie führt die Lake Bean Road (Montana Secondary Road 435) etwa 25 km südwestlich von Augusta, Montana, über den Dearborn River. Das Bauwerk ist ungewöhnlich, da die Fahrbahn mittig im Fachwerk und nicht wie sonst üblich unten- oder obenliegend eingebaut ist. Dieses ungewöhnliche Design der Dearborn River High Bridge ist gut geeignet, um leichte Lasten über tiefe Einschnitte zu führen. Das Bauwerk hat vier Spannen und hatte ursprünglich eine Fahrbahn aus Holzplanken. Es ist die letzte noch bestehende mit Nieten verbundene parallelgurtige Fachwerkbrücke mit Fahrbahn in Mittellage in den gesamten Vereinigten Staaten. Die Baukosten beliefen sich auf 9997 $ (in heutigen Preisen: 337.000 $). Der Bau begann 1896 und wurde 1897 abgeschlossen.
An dieser Stelle befand sich seit langer Zeit eine Furt, an der die Indianerstämme der Region, insbesondere die Piegan, den Fluss überquerten. Vor dem Bau der Brücke war die Stelle als Ponderay Crossing bekannt. Der Fluss erhielt 1805 von Lewis und Clark seinen Namen nach dem Kriegsminister Henry Dearborn. Die folgenden fünf Jahrzehnte über blieb das Gebiet von den Weißen relativ unerforscht.
2003 wurde die Brücke vom Montana Department of Transportation erneuert. Am 18. Dezember desselben Jahres wurde die Brücke in das National Register of Historic Places aufgenommen.